# Quintus Pomponius Musa (Konsul 158)
Quintus Pomponius Musa war ein im 2. Jahrhundert n. Chr. lebender römischer Politiker.
Durch Militärdiplome, die z. T. auf den 27. Dezember 158 datiert sind, ist belegt, dass Musa 158 zusammen mit Lucius Cassius Iuvenalis Suffektkonsul war; die beiden Konsuln traten ihr Amt vermutlich am 1. September des Jahres an.